# Hanno (Elefant)

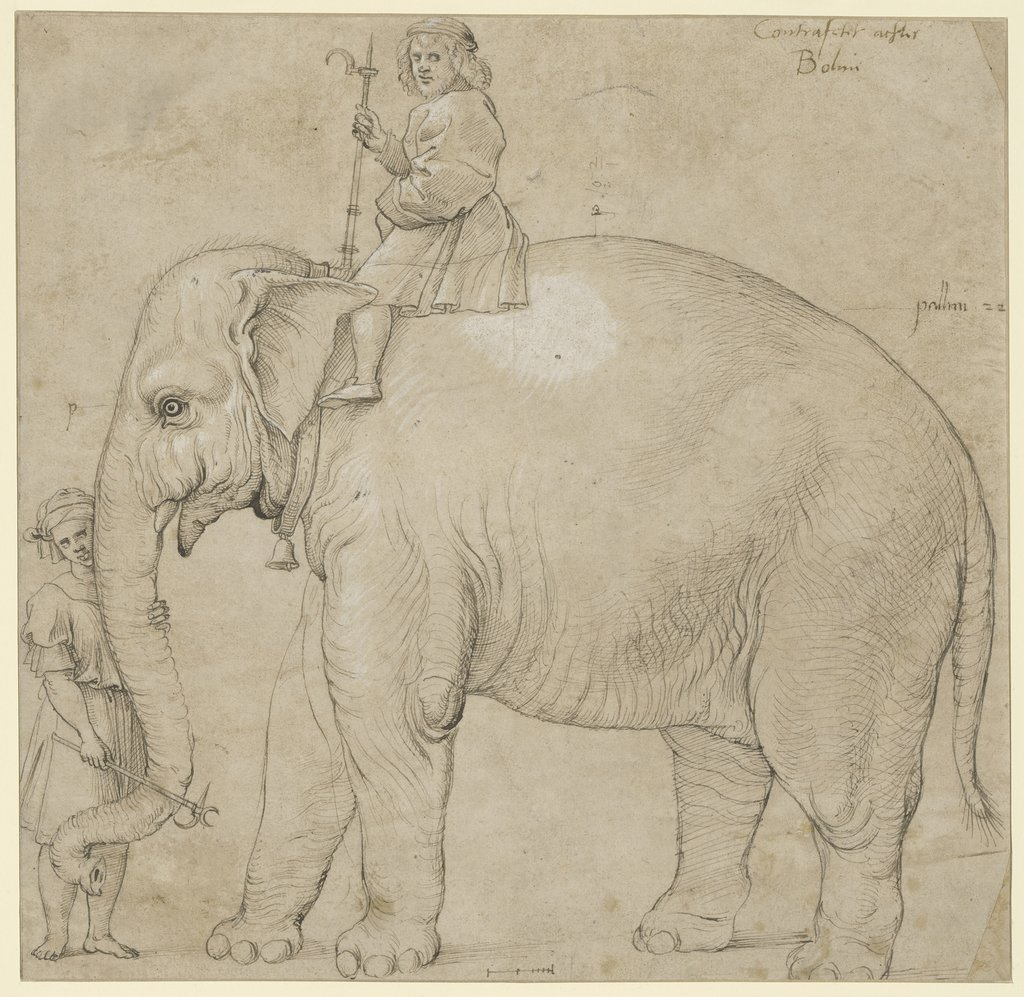
Künstler aus der Werkstatt Raffaels, Der Elefant Hanno, um 1516, Feder in Braun, mit Pinsel weiß gehöht, 27,9 × 28,5 cm. Kupferstichkabinett, Staatliche Museen zu Berlin, KdZ 1794.

Hanno (* um 1510; † 8. Juni 1516; italienisch Annone) war ein Indischer Elefant, den König Emanuel I. von Portugal (1469–1521), genannt Manuel der Glückliche, dem neu gewählten Papst Leo X. zum Geschenk machte. Er kam 1514 nach Rom und wurde das Lieblingstier des Papstes. Hanno starb infolge einer Verstopfung und ihrer Behandlung mit einem durch Gold angereicherten Abführmittel.

## Hintergrund

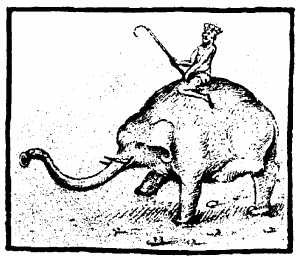
Emanuel I. von Portugal auf Hanno (Titelillustration der Leitura Nova)

Als diplomatische Geschenke oder Tribute waren Elefanten bereits seit etwa 800 nach Europa gelangt, geschickt von morgenländischen Herrschern, indischen Fürsten oder Vasallen aus dem nordafrikanischen Raum. Karl der Große hatte einen bekommen, auch dem Kaiser Friedrich II. wird der Besitz eines solchen bekundet; Ludwig der Heilige brachte nach einem Kreuzzug einen Dickhäuter mit nach Frankreich. Seit der frühen Neuzeit war das große Tier als lebende und spektakuläre Kostbarkeit ein beliebtes Requisit, um die Politik europäischer Herrscher wirkungsvoll zu inszenieren. So ist zum Beispiel die Reise des späteren Kaisers Maximilian II. mit dem Elefanten Soliman von Spanien nach Wien 1551/52 in die Geschichte der Diplomatie eingegangen. Ludwig XIV. von Frankreich hielt 13 Jahre lang ein seltenes afrikanisches Exemplar im Gehege in Versailles. Als eine Art „lebende Münze zum Einkauf von Sympathien“ war das Tier indes langfristig ungeeignet; es überlebte oft weder das ungewohnte Klima noch den Stress der repräsentativen Einsätze. Insbesondere die „Zirkulation des Weiterverschenkens“ in Europa machte den Tieren zu schaffen.
Die nach der Entdeckung des östlichen Seewegs nach Indien im Jahre 1498 entstandenen portugiesischen Kolonien und deren Erschließung, im Wesentlichen durch den Handel mit Gewürzen, ermutigten Manuel I., sich wie ein Maharadscha in seiner Residenz bei Lissabon mit Staatselefanten zu umgeben. Er ließ sich, so wird berichtet, stets von mindestens fünf Elefanten zur Kathedrale begleiten. Als dem neu gewählten Papst nach herrscherlicher Sitte ein Geschenk zu machen war, kam Manuel I. dieser Pflicht mit einem Dickhäuter nach: einem Elefanten namens Hanno.

## Herkunft

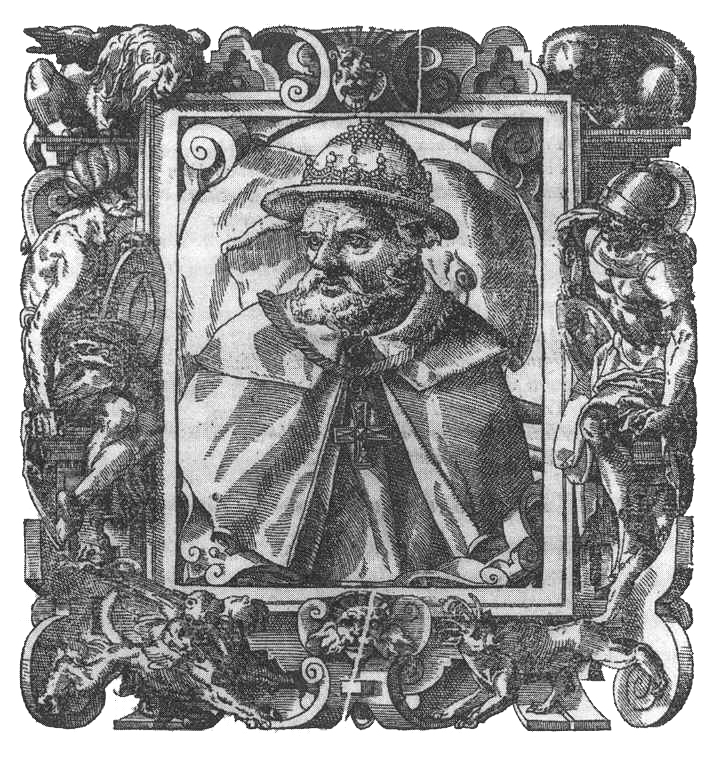
Tristão da Cunha, im Hintergrund Hanno. Der perlen- und juwelenbesetzte Hut und die Kette mit Juwelen gehörten zu dem Staatsgewand, das da Cunha bei dem Triumphzug in Rom 1514 trug. Stich, Basel 1575

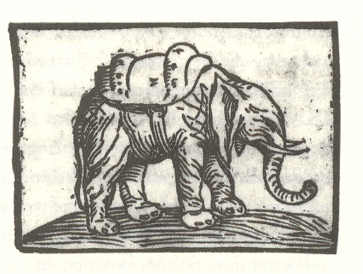
Hanno (Holzschnitt auf einer Flugschrift von Philomathes, Rom 1514)

Alfonso de Albuquerque, Gouverneur von Indien, hatte 1511 von Cochin aus zwei Elefanten nach Lissabon geschickt; eines der Tiere war ein Geschenk des Königs von Cochin an Manuel I., das zweite hatte Albuquerque selbst gekauft. 1513 erwarb er zwei weitere Elefanten, die er ebenfalls an seinen König sandte, auf zwei verschiedenen Schiffen, um wenigstens einen lebend ans Ziel kommen zu lassen. Spätere Vermerke aus Rom, die Hanno als Jungtier kennzeichnen, lassen vermuten, dass es sich bei ihm um einen der beiden bereits 1511 verschifften Dickhäuter handelte, von denen einer nachweislich noch jung war; ob er das geschenkte oder das gekaufte Tier war, ist indes nicht festzustellen. Die Tiere waren in Lissabon in der Menagerie des königlichen Ribeira-Palasts untergebracht; eines von ihnen wurde auf eine neue, weite Reise vorbereitet.

## Hannos Reise nach Rom
Manuel I. stellte eine Delegation aus siebzig Würdenträgern zusammen, die unter der Leitung von Tristão da Cunha 1514 eine Schiffsladung wertvoller Geschenke nebst 43 seltenen Wildtieren aus Manuels Besitz nach Rom geleiten sollten. Der Aufwand dieses diplomatischen Unternehmens, als dessen Höhepunkt ein Elefant den Einzug des Trosses in Rom anführen sollte, hatte seinen Grund in der besonderen Rolle, die dem Papst seit dem Vertrag von Tordesillas (1494) zukam im Hinblick auf die Abgrenzung der spanischen und portugiesischen überseeischen Besitzungen. Um den neuen, äußerst lukrativen Gewürzhandel gegenüber den Spaniern zu behaupten, wollte sich König Manuel die Gunst des neuen Papstes sichern.
Die Reisevorbereitungen nahmen viele Wochen in Anspruch, insbesondere die Fracht erregte die Aufmerksamkeit der Bewohner von Lissabon. Der sich nicht ganz einfach gestaltende Transport des offenbar nervösen Elefanten aus dem Ribeira-Gehege aufs Schiff wurde legendär und brachte in Folge allerlei Geschichten in Umlauf; seine Abreise wurde zu einem Volksfest.
Die exzellent vorbereitete Schiffsreise 1514 mit Elefant an Bord von Lissabon an die italienische Küste verlief problemlos. Stürmisch wurde die Reise in den Häfen, da die Neugier der Bevölkerung auf die Fremden mit dem Riesengeschöpf die nötigen Aufenthalte erschwerte. Zur Sensation wurde der Elefant dann auf seinem Weg über Land. In einem Gasthaus in Corneto, in dem die Gesandtschaft Unterkunft gefunden hatte, brachte eine Menschenmenge, die einen Blick auf den Elefanten werfen wollte, das Dach der Herberge zum Einsturz.
Im Folgenden gestaltete sich die Reise der Delegation mit ihrem Tross immer schwieriger; durch Karawanen von Neugierigen geriet die Logistik der Reise zwischenzeitlich außer Kontrolle. Die Entscheidung, den Zeitplan trotz der Wünsche von Städten und Adeligen, mit dem Tier bei ihnen zu verweilen, einzuhalten, erhöhte offenbar die Vehemenz der Schaulust; Verwüstungen blieben zurück. Als die ersten Landhäuser vor Rom Schäden erlitten, schickte Papst Leo X. eine Kompanie Bogenschützen aus seiner Schweizergarde, was allerdings seinerseits die Neugier der römischen Prominenz erhöhte, die nunmehr dem Tross entgegeneilte. Hannos Unterkunft vor den Toren von Rom zur Vorbereitung auf seinen triumphalen Einzug in die Stadt glich einer Festung.
Dennoch gelang es der Delegation unter Führung da Cunhas am 19. März 1514, den mit einer burgartigen Konstruktion beladenen Elefanten mit seinem Riesengefolge in einem mit großem Pomp gestalteten Triumphzug in Rom einziehen zu lassen und unter vorbildlicher Einhaltung des Zeremoniells die Geschenke nebst der Menagerie dem Papst zu übergeben. Die größte Freude, so wird bekundet, bereitete dem Papst dabei der Elefant.
Die Kunde von der erfolgreichen diplomatischen Mission veranlasste Manuel von Portugal, ein Jahr später, 1515, ein ihm wiederum von Albuquerque nach Lissabon geschicktes Rhinozeros nach Rom weiterzureichen, das dort aber nie lebend ankam und von Albrecht Dürer verewigt wurde.

## Hanno in Rom

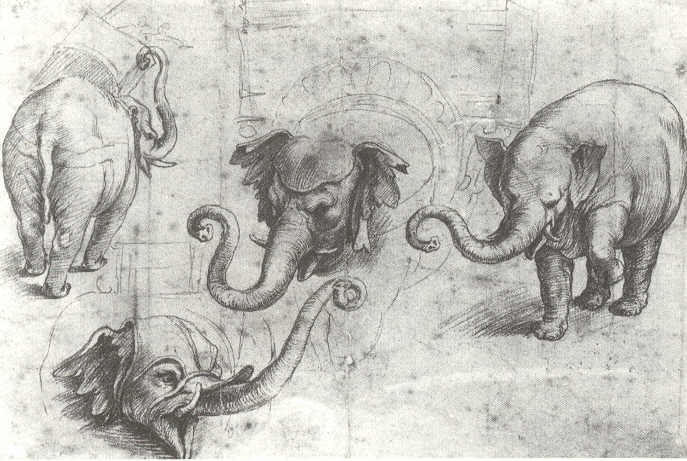
Vier Studien Hannos, die von anderen Künstlern häufig nachgeahmt wurden. Ursprünglich Raffael zugeschrieben, gelten sie heute als Werke von Giulio Romano. Die Studie links oben zeigt einen Turm mit Personen kurz vor dem Absturz.

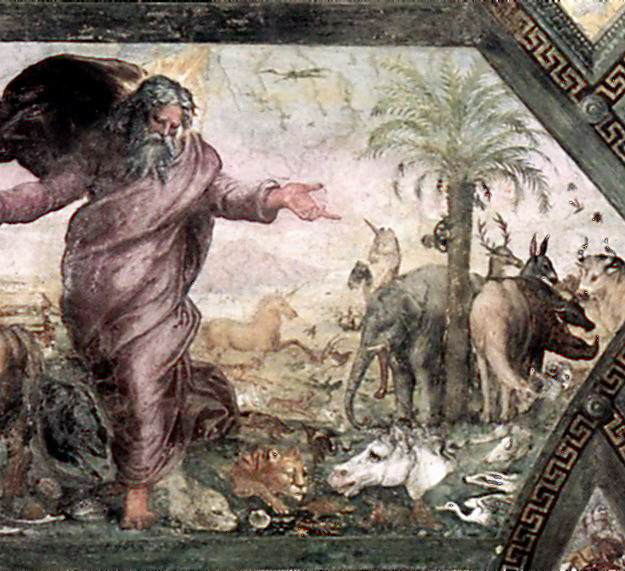
Raffael: Schöpfung der Tiere (Ausschnitt). Am Baum Hanno, dahinter auch das Rhinozeros, das Rom nicht lebend, sondern ausgestopft erreichte. Loggien des Papstpalastes, Vatikan

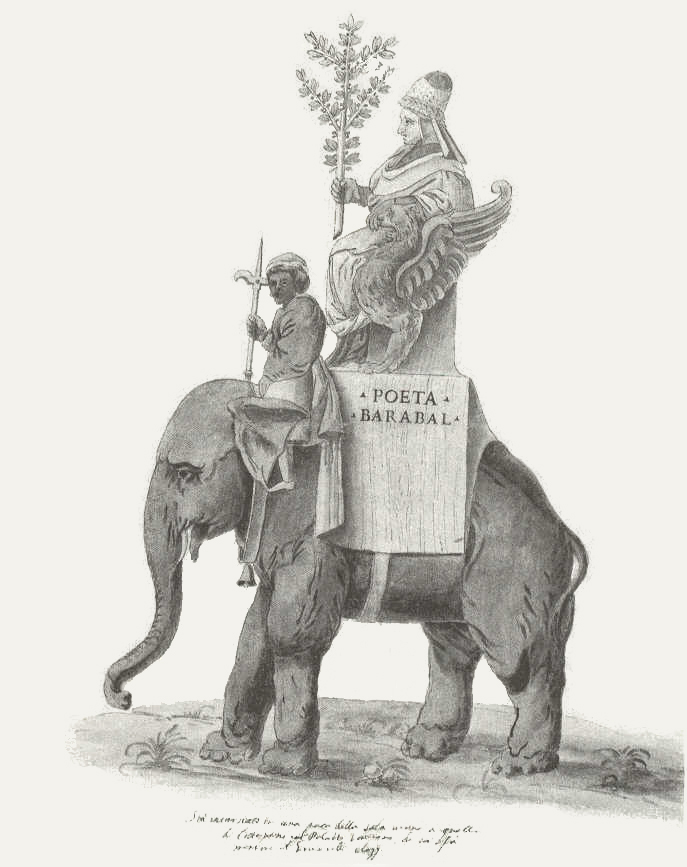
Der Poet und Hofnarr Baraballo auf Hanno. 16. Jahrhundert. Bibliotheca Apostolica Vaticana

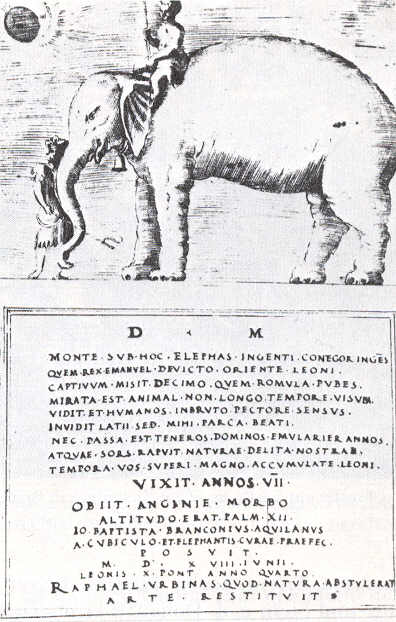
Hannos Epitaph mit Inschrift (Zeichnung von Francisco de Holanda, 1538 nach der verschollenen Zeichnung von Raffael)

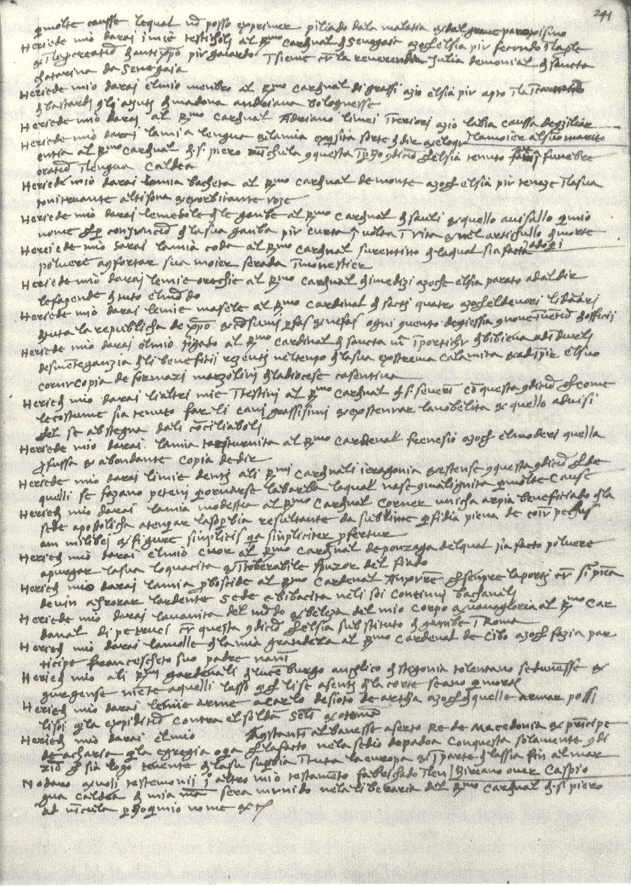
Seite aus dem angeblichen Testament Hannos, einer 1516 verbreiteten Satire, die offenbar allseits bekannte Missstände der päpstlichen Kurie aufs Korn nahm. Manuskriptkopie. Museo Correr, Venedig

Hanno erhielt in Rom seinen Namen Annone, deutsch: Hanno, und wurde umgehend zum Lieblingstier Papst Leos X. Hanno-Annone bekam ein eigenes Gebäude in den vatikanischen Gärten. Sein Betreuer wurde Giovanni Battista Branconio dell’Aquila, Kammerherr des Papstes und ein Freund Raffaels, der eine Zeichnung von Hanno angefertigt haben soll, die aber nicht erhalten ist; zwei ähnliche Zeichnungen gelten als deren Kopien. Vier Studien nach dem lebenden Tier wurden lange Zeit Raffael zugeordnet, gelten unterdessen aber als Werke von Giulio Romano. Auch diese Zeichnungen wurden kopiert und dienten als Vorlagen für zahlreiche Gemälde, Fresken und Illustrationen, wie zum Beispiel der Kupferstich Die Schlacht von Zama zeigt, den Cornelis Cort 1567 nach einem Gemälde Romanos anfertigte. Ein Fresko an der Decke der Loggia di Raffaello im Apostolischen Palast des Vatikans, das die Erschaffung der Tiere darstellt und im Hintergrund einen Elefanten zeigt, entstand um 1515/17 und wird Giovanni da Udine zugeschrieben; den Entwurf soll Raffael geliefert haben.

### Hanno und der Papst
Die Haltung von exotischen Wildtieren in Menagerien war in den europäischen Herrscherhäusern nichts Ungewöhnliches. Papst Leo X. war überdies daran gewöhnt, seltene Tiere um sich zu haben; sein Vater Lorenzo il Magnifico hatte in Florenz ein berühmtes Gehege unterhalten und sich eingehend mit wilden Tieren beschäftigt. Zu Leos Einrichtung im Vatikan hatte sogleich auch ein kleiner Zoo gehört, in dem er neben einem Bären und zwei dressierten Leoparden bereits ein aufsehenerregendes Tier hielt: ein kleines Chamäleon.
Nicht nur der Papst war von Hanno entzückt, sondern auch das Volk. Der Papst sorgte für gelegentliche öffentliche Vorstellungen des Elefanten, der sich auf Zuruf des Mahuts, seines indischen Pflegers und Ausbilders, verbeugte und niederkniete, mit Wasser um sich sprühte, nach Musik tanzte und offenbar allerlei Tricks vorführte.
Dass der Papst seinen Dickhäuter besonders mochte, drückt sich in Überlieferungen von Zuschauern aus, die den Papst am Sonntag, an dem der Bevölkerung der Besuch des Geheges gestattet war, mit Hanno spielen sahen und die hingebungsvolle Ungeschicklichkeit des dicklichen Mannes bemerkten. Als Lorenzo di Piero de’ Medici, Neffe des Papstes, Hanno bereits 1514 für eine Veranstaltung nach Florenz ausleihen wollte, lehnte der Onkel ab, weil er befürchtete, Hanno könnte auf der langen Reise an seiner Gesundheit Schaden nehmen. Er sorge sich, so ließ Leo in seiner Absage verlauten, um Hannos Füße; er habe zwar über die Konstruktion einer Fußbekleidung nachgedacht, allerdings werde das Tier auch in Schuhen die Distanz nicht in der fraglichen Zeit bewältigen können.
Belegt ist ein Triumphzug für den Dichter und Hofnarren Baraballo. Giacomo (oder Jacopo) Baraballo, Abt von Gaeta, war eine der prominenteren Gestalten in der gemischten Gesellschaft, die den apostolischen Hof Leos bevölkerte. Seine kunstreich improvisierten, an das Vorbild Francesco Petrarcas angelehnten Verse sollen in ihrer unfreiwilligen Komik den Papst und seine Gäste regelmäßig zu Ausbrüchen größter Heiterkeit veranlasst haben, und zur allgemeinen Belustigung pflegte man ihn mit Ehrungen, für die er sehr empfänglich gewesen sein soll, zu überschütten. Da er sich selbst als Petrarca ebenbürtig ansah und eigens nach Rom gekommen war, um sich zum poeta laureatus krönen zu lassen, nutzte der Papst die Gelegenheit zu einer besonderen Darbietung grausamen Humors und krönte ihn am 27. September 1514 in einem ausgesuchten Zeremoniell, das in vielen Einzelheiten überliefert ist. Höhepunkt war, ihn auf Hanno herumzuführen, was der Elefant zunächst auch geduldig ertrug. Die von dem Spektakel angelockten Zuschauer machten indes einen solchen Lärm, dass der Elefant nervös wurde und den Dichterfürsten abschüttelte; das Ereignis fand seinen literarischen Niederschlag und blieb deshalb unvergesslich. Spätere Quellen bezeugen, dass Baraballo, offenbar ohnehin nicht mehr im Vollbesitz seiner geistigen Kräfte, wohl kurz danach verstorben ist.
Bei einem weiteren Einsatz Hannos kam es zu einem folgenschweren Unfall. Giuliano de’ Medici hatte am 25. Januar 1515 Filiberta von Savoyen, die Schwester des verstorbenen Königs Ludwigs XII. von Frankreich, geheiratet und wurde im März mit seiner Frau in Rom erwartet. Zu seinem Empfang wurde nicht nur sein Weg mit Triumphbögen geschmückt, sondern ihm wurde auch eine riesige Entourage aus Adligen entgegengeschickt sowie Hanno, bepackt mit einem Turm, in dem bewaffnete Männer saßen. Die Salutschüsse und das Getöse der Menge versetzten den Elefanten in Panik, er versuchte sich umzuwenden, wobei der Turm in Richtung Tiber herabstürzte; herandrängende Menschen gerieten unter Pferdehufe und es gab Verletzte. Ein offizieller Bericht nannte dreizehn Tote.

### Hannos Ende
1516 verstarb unerwartet Leos Bruder Giuliano; Leo selbst litt an einem Fieber und ihn plagte eine Fistel. Ein ketzerischer Mönch sagte ihm und seinem Tier den baldigen Tod voraus. Anfang Juni erkrankte Hanno schwer; er konnte kaum atmen und hatte Krämpfe. Papst Leo rief seine eigenen Ärzte herbei, die aufgrund der Atemnot eine Angina diagnostizierten. Das Tier litt überdies an Verstopfung, und die Ärzte beschlossen, es mit einem Abführmittel zu behandeln, das sie, der üblichen Praxis gemäß, mit einer großen Menge Gold anreicherten und dem Elefanten in Anbetracht seiner Größe in einer hohen Dosierung verabreichten. Die Therapie blieb wirkungslos und erhöhte den Druck auf das Verdauungssystem; das Tier verendete am 8. Juni 1516.
Der Papst ließ ihm von seinem Stallmeister Branconio ein Epitaph mit einer Inschrift von Filippo Beroaldo, die als Hannos Todesursache die Angina nennt, herstellen; die Gedenktafel, einst außen an der vatikanischen Mauer angebracht, ist nicht erhalten und nur in einer Zeichnung bezeugt. Dass der Papst seinem Kummer über den Tod des Tieres auch öffentlich Ausdruck verliehen haben könnte, lassen sogleich in Rom, aber auch später im protestantischen Norden kursierende Spottschriften vermuten, so zum Beispiel ein „Testament“ Hannos, angeblich von Aretino, oder auch Luthers Anmerkungen zur Elefantenliebe des Papstes.

## Hannos Nachleben
Über Hanno wurde seit seinem Eintreffen in Rom immer wieder berichtet; handschriftliche Zeugnisse, auch von Albuquerque, bezeugen seine Herkunft. Hanno erzeugte Legenden, die ihm die Neugier der Forschung und die wissenschaftliche Rezeption einbrachten.

### Legenden
Bereits Hannos Namensgebung ist, vergleichbar der des Elefanten Hansken, unklar. Man vermutete karthagische Ursprünge ebenso wie die Verballhornung des malabarischen Begriffs „ana“ für Elefant.
Über die Schwierigkeiten, Hanno in Lissabon aufs Schiff zu bringen, kursierten bald mehrere Geschichten. Zunächst habe Hanno bei seiner Verladung in Lissabon, so heißt es, das Schiff gar nicht betreten wollen. Sein indischer Wärter habe, um seine Geliebte nicht verlassen zu müssen, ihm Rom in den düstersten Farben geschildert. Unter Androhung der Todesstrafe habe er Hanno dann die Zukunft wunderbar ausgemalt, worauf Hanno brav alle Befehle befolgt und sich auch auf der Reise äußerst friedlich verhalten habe. In einer anderen Fassung habe man Hanno versprochen, Oberhaupt der Christenheit zu werden, und die Nichteinhaltung des Versprechens habe später zu seinem Tode geführt. Zweifel daran, dass es überhaupt Schwierigkeiten mit Hanno gab, sind berechtigt.
Annahmen, dass Hanno in Lissabon gegen ein Rhinozeros angetreten sei oder zusammen mit demselben bei einer Schiffsreise in einen Sturm geriet, bei dem dieses ertrank, sind vermutlich zurückzuführen auf eine fehlerhafte Datierung in der Inschrift des berühmten Dürer-Holzschnitts von 1515, der über die Landesgrenzen hinaus kursierte. Bei einigen Landgängen während der Reise habe Hanno nicht nur Volksaufläufe verursacht, sondern auch seine Unterbringungen oft einsturzgefährdet hinterlassen; die Schilderungen der aufsehenerregenden Reise Hannos über Land nach Rom können sich allerdings zuweilen nicht entscheiden, wer wann und wo die Häuser einstürzen ließ.
Hannos Gelehrigkeit und die Zuneigung eines Papstes, der sein Amt mit einem luxuriösen Lebensstil füllte, beflügelten ebenfalls die Wahrnehmung. Als Hanno endlich vor dem Papst angelangt sei, so hieß es, habe er das Kunststück vollbracht, dreimal vor ihm niederzuknien, was man nicht für möglich gehalten hatte, da man aus den antiken Schriften entnehmen zu können glaubte, dass Elefanten keine Kniegelenke besäßen. Außerdem habe Hanno ganz selbstständig mit dem Rüssel Wasser aus einem Eimer gesogen und damit die anwesende Geistlichkeit bespritzt, was Leo X. überaus entzückt habe. Die Erzählungen von Baraballo, dem Hofnarren Leos X., wurden mit dem Unfall anlässlich des Besuchs Giulianos de’ Medici vermengt; so wurde berichtet, dass bei dem feierlichen Anlass der Krönung Baraballos als Poeta laureatus dieser auf Hanno habe reiten dürfen und Hanno die Veranstaltung zunichtegemacht habe, indem er durchging – mit Absicht, wie manche meinten – und den stolzen Dichter zur großen Freude des Publikums in den Tiber abgeworfen habe.
Über Hannos Ende sind unterschiedliche Versionen überliefert. Die auf dem Epitaph vermerkte „Angina“ lässt vermuten, dass es den Ärzten Leos offenbar nicht möglich gewesen war, in Hannos Atemnot und der schweren Verstopfung einen Zusammenhang zu erkennen. Nach Hannos Tod in Rom umlaufende Gerüchte vermuteten die feuchte Luft Roms als Ursache für Hannos plötzlichen Tod oder unterstellten dem ehrgeizigen Stallmeister Branconio einen Mangel an Fürsorge; auch der Verdacht einer Fehlernährung, wahrscheinlich die tatsächliche Ursache für die Erkrankung Hannos, wurde geäußert. Eine andere Quelle verbreitete, Hanno sei anlässlich eines Triumphzugs vergoldet worden und daran eingegangen.

### Rezeption

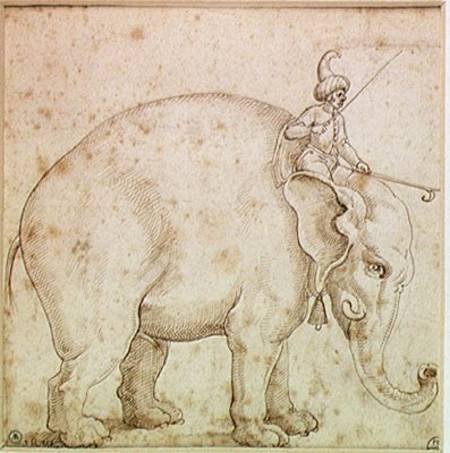
Hanno und sein Mahout. Federzeichnung, 17. Jahrhundert; Angers, Musée des Beaux-Arts

Hanno wird in den Überlieferungen, auch den zeitgenössischen, mitunter als ein weißer Elefant geführt. Da es für diese Spielart der Natur in Europa im 16. Jahrhundert keine Vergleichsmöglichkeit gab, wird angenommen, dass er zumindest von heller Farbe gewesen sein muss. Weißen Elefanten wurde in Indien und Ceylon zeit ihres Lebens eine besondere Behandlung zuteil. Die Quellen, die Hannos Herkunft bezeugen, lassen zwar den Schluss zu, dass es sich wohl um einen bereits ausgebildeten jungen Elefanten handelte, was den Wert des Geschenks zweifellos erhöhte; Hinweise auf den Sonderstatus des Tiers als ein weißes sind darin indes nicht belegt.
Die sich um Hanno rankenden Geschichten sowie seine Präsenz in Quellen, Zeichnungen und Gemälden haben ihn über die Zeit bewahrt. Seit den 1980er Jahren existierten zwei Untersuchungen zum Elefanten des Papstes auf der Basis moderner Quellenforschung: Stephan Oettermann, Die Schaulust am Elefanten. Eine Elephantographia Curiosa (1982, S. 104–109) und Silvio A. Bedini: Der Elefant des Papstes (1997/2006).
Bedini widmete sich auch ausführlich der Frage nach dem Verbleib des Kadavers. 1962 waren bei Bauarbeiten auf dem Gelände der Apostolischen Bibliothek des Vatikans Knochen und ein großer Zahn gefunden worden, die man als Versteinerungen eines Elephas antiquas eingeordnet und in den Sammlungen der Vatikanischen Museen untergebracht hatte. Eine von Bedini nach der Erkundung der Fundstelle und der Hintergründe des Fundes auf den Weg gebrachte neue Untersuchung in den 1990er Jahren kam zu dem Ergebnis, dass es sich bei Knochen und Zahn keineswegs um Versteinerungen handelt, sondern um die Relikte eines jungen Elefanten. Zwei verzierte Stoßzähne, die bislang unbeachtet in der Sala des Archivo Capitolare des Petersdoms gehangen hatten, wurden nunmehr ebenfalls untersucht; festgestellt wurde, dass sie einem toten Tier abgenommen worden waren. Infolgedessen konnte die begründete Vermutung ausgesprochen werden, dass die Knochen, die Stoßzähne und der große Zahn die Überreste Hannos sein könnten.